# 源生罪
《源生罪》（英語：Deliverance）是一部懸疑劇情片，由岑嘉彥執導、黃永峯監製、岑尚哲編劇，任達華、曾江、鮑起靜、吳婉儀、吳家麗、吳卓羲、陳紫萱、張建聲、郭奕芯、岑珈其、岑尚哲領銜主演。
入圍影展包括《第28屆明斯克國際電影節》（入圍競賽單元包括《落葉時節金獎最佳影片獎》、《最佳導演獎》、《最佳電影藝術獎》、《評審團特別獎》、《最佳男女演員獎》、《最佳男女配角獎》）、《第15屆芝加哥亞洲躍動電影節》、《三藩市國際新概念電影節》（入圍競賽單元《最佳影片》）、墨西哥《第6屆墨西哥作者國際電影節》（入圍競賽單元《最佳新導演》、《最佳劇情長片》）、《第15屆澳門國際電影節》（獲金蓮花獎三項重要提名包括《最佳影片》、《最佳男主角（任達華）》及《最佳編劇（岑尚哲）》，最終榮獲《金蓮花最佳編劇獎》）。

## 劇情簡介
剛回港的實習醫生樊雪兒（陳紫萱 飾）和未婚夫（黃天翱 飾）籌備婚禮，卻因為一宗蝴蝶刀連環殺人案勾起往事，懷疑當年母親（吳家麗 飾）的死亡事有蹺蹊。透過大哥樊博權（任達華 飾）的心理治療及二哥（張建聲 飾）和契哥（吳卓羲 飾）的幫助下，進行回憶潛行，樊雪兒撲朔迷離的記憶被喚醒，危機卻逐步迫近，愛的盡頭迎來的竟是善惡顛倒的開端，十五年來一直在家庭內被隱瞞的秘密即將被揭開⋯⋯

## 演員表
- 任達華 飾 樊博權
- 曾江 飾 林堅
- 鮑起靜 飾 沈玉娟
- 吳婉儀 飾 何玉華
- 吳家麗 飾 姜玉玲
- 陳紫萱 飾 樊雪兒
- 吳卓羲 飾 柳聶民
- 張建聲 飾 樊承天
- 郭奕芯 飾 樊嘉晴
- 楊潮凱 飾 萬子
- 岑珈其 飾 何珈其
- 張滿源 飾 利健雄
- 黃天翱 飾 余奕晨
- 岑尚哲 飾 易子力
- 黎學勤 飾 李明輝
- 余曉彤 飾 林瑋洛
- 安俊豪 飾 林梓軒